# レナラーゼ
レナラーゼ(Renalase)は、ヒトではRNLS遺伝子でコードされる酵素である。レナラーゼは、フラビンアデニンジヌクレオチド(FAD)依存のアミンオキシダーゼであり、腎臓から血液中に分泌される。

## 構造

### 遺伝子
このタンパク質をコードする遺伝子は、RNLS（またはC10orf59やFLJ11218とも）として知られる。レナラーゼ遺伝子は9つのエキソンを持ち、大きさは約311,000塩基対である。10番染色体のq23.33に位置する。

### タンパク質
レナラーゼタンパク質は分泌シグナルペプチド（SignalPスコアは0.4）、FAD結合領域とオキシダーゼドメインからなる。ヒトでは、hRenalase1からhRenalase4の少なくとも4つの選択的スプライシングアイソフォームが同定されている。このうち、hRenalase1のみがヒトの血液サンプルから検出されており、hRenalase2からhRenalase4までは、hRenalase1とは別の機能を持つと考えられている。
一次構造の解析により、FAD依存性のオキシダーゼであることが示されている。hRenalase1のX線結晶構造解析により、4-ヒドロキシ安息香酸-3-モノオキシゲナーゼとの構造類似性が明らかとなっている。

## 機能
レナラーゼは、循環器中のアドレナリンやノルアドレナリン等のカテコールアミンを分解すると考えられている。イェール医学校のGary Desirの研究室で2005年にこの酵素が発見されてレナラーゼと命名され、ヒトの腎臓がこのタンパク質を血流中に放出し、血圧制御等の役割を果たしていると推測した。
レナラーゼが本当にカテコールアミンを酸化しているかについては、広い議論があった。カテコールアミン酸化の主な証拠は、過酸化水素の検出であったが、カテコールアミンは酸素存在下の自然分解においても、過酸化水素を発生する。2013年、レナラーゼは酸素分子から過酸化水素への還元と同時に、α-NADH（NADHの通常の形態は、βアノマー）をβ-NAD+に酸化させるという説が出された。この反応は、大部分のニコチンアミド依存性オキシドレダクターゼが補因子として受け入れられない異常なNADHやNADPHを修復する過程であると提案されている。
α-NAD(P)H分子は、レナラーゼの基質ではなく、その代わり、α-NAD(P)Hで報告されたものと非常に似た分光的特性と平衡濃度を持つ6-ジヒドロNAD(6DHNAD)が基質であると同定された。6DHNADはβ-NADHの異性体であり、代謝活性のある4位ではなく、ニコチンアミド塩基の6位にヒドリドを持つ。6DHNADは、4-デヒドロNAD(β-NADH)、2-デヒドロNAD(2DHNAD)とともに、β-NAD+の非酵素的還元で生じる3つの形態の1つである。2DHNADと6DHNADは、どちらもレナラーゼの基質になることが示されている。これらの分子は急速に反応して、酵素のフラビン補因子を還元してβ-NAD+を形成する。レナラーゼのフラビンは、その後、獲得した電子を酸素分子に渡し、過酸化水素を形成して、触媒サイクルを終結させる。
2DHNADと6DHNADは、どちらも特定の一次代謝脱水素酵素に強く結合する阻害剤となることが示され、この阻害を緩和するというレナラーゼの代謝上の明確な機能が判明した。
細胞外レナラーゼは、その酵素活性とは独立に、生存因子及び成長因子として機能する。自然に折り畳まれたレナラーゼ、または20アミノ酸残基のレナラーゼペプチドは、細胞をアポトーシスから保護するのと同様の方法で、PI3キナーゼ(PI3K)や分裂促進因子活性化タンパク質キナーゼ(MAPK)を活性化させることができる。

## 触媒作用

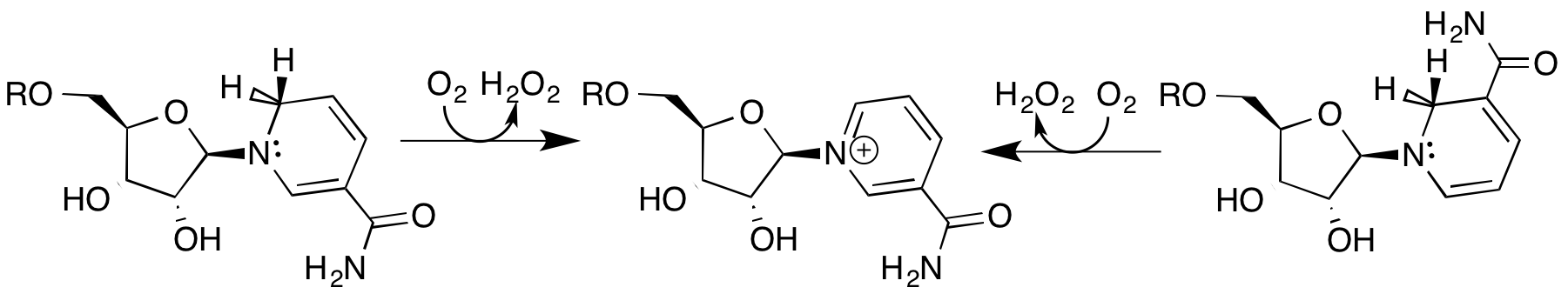
Renalase converts either 6-dihydro-NAD(P)H (left) or 2-dihydro-NAD(P)H (right) to NAD(P)+.

天然型で単離された、即ちリフォールディングを経ていないレナラーゼは、β-NAD(P)Hの異性体である6DHNAD(P)または2DHNAD(P)の酸化を触媒する。この反応を触媒する明確な証拠が得られているにもかかわらず、これらの実験に用いられた天然のレナラーゼは、アドレナリンからアドレノクロムへの変換を触媒しなかった。
レナラーゼは血漿中に分泌され、抗アポトーシス生存因子として機能する。細胞膜Ca2+-ATPアーゼであるPMCA4bは、細胞外レナラーゼの受容体であると考えられている。PMCA4bへのレナラーゼの結合でカルシウムの流出が刺激され、続いて、PI3K及びMAPKの経路の活性化、抗アポトーシス因子Bcl-2の発現量の増加、カスパーゼ3によるアポトーシスの現象が起こる。組み換えレナラーゼの投与は、動物モデルにおいて、急性腎不全及び虚血性心疾患に対する保護効果を示す。

## 臨床的重要性
重症の慢性腎疾患（末期腎臓病）の患者では、レナラーゼの濃度が顕著に低下する。エリスロポエチン等のホルモンは末期腎臓病では分泌されにくくなるためであり、レナラーゼはヒトの心筋、骨格筋、幹細胞、またマウスの精巣でも発現するが、腎臓ホルモンである可能性がある。
レナラーゼが闘争・逃走反応に関わるホルモンとされるカテコールアミンを分解するかどうかについては、議論が分かれている。ネズミにレナラーゼを注射すると血圧、心拍数、心筋収縮、血管収縮が減少する。通常の状態では、レナラーゼは血流中で不活化されている。しかし、血流中にカテコールアミンが放出されると、30秒以内にレナラーゼ活性は10倍程度上昇し、1時間かそれ以上、高活性を維持する。循環中のレナラーゼの活性化は、恐らく初期活性反応であり、血流中への分泌が15分後以降に始まる。
レナラーゼ遺伝子の多型は、本態性高血圧のリスク要因となりうる。
レナラーゼ遺伝子の一塩基多型は、1型糖尿病と関係する。ゲノムワイド関連解析とメタ分析により、約42の遺伝子座が糖尿病のリスクと関係していることが明らかとなった。このデータは、かつて知られていた24の遺伝子座との関連を示し、また新しく27の遺伝子座を同定した。これらの新しい領域の中での関連の最も強い証拠は、レナラーゼ遺伝子に対して得られた。

## 動物研究
マウスでは、酸素不足（虚血）に陥った心臓にレナラーゼが投与されると、心筋梗塞部分の大きさが減少し、心臓の機能がより良く保存された。レナラーゼ遺伝子のノックアウトマウスは、心筋の損傷に対し、より影響を受けやすくなる。末期腎臓病のラットのモデルでは、心臓でのレナラーゼの発現も少なくなる。レナラーゼの発見者は、これが慢性腎臓病患者に心臓病が発生しやすいことを説明すると考えた。
SiRNAやノックアウトマウスを用いて、レナラーゼ機能の喪失の影響が研究された。これにより、血圧や心拍数が上昇し、血管収縮が増した。カテコールアミンの反応も上昇した。
腎臓組織の85%を外科的に除去した慢性腎臓病のラットモデルでは、手術後2-3週間で、レナラーゼの欠乏と不全レナラーゼの活性化が生じた。

## 相互作用
レナラーゼは、PMCA4bと相互作用することが示されている。